# Michael von Canterbury
Michael von Canterbury (englisch: Michael of Canterbury) (bl. 1290–1332) war ein Architekt der englischen Gotik.

## Leben
Die genauen Lebensdaten sind unbekannt. Michael von Canterbury gilt als führende Persönlichkeit der Steinmetzschule von Kent, die bei der Entwicklung des Maßwerks eine bedeutende Rolle spielte. In der Mitte der 1270er Jahre war er Oberbaumeister an der Kathedrale von Canterbury.

## Werk

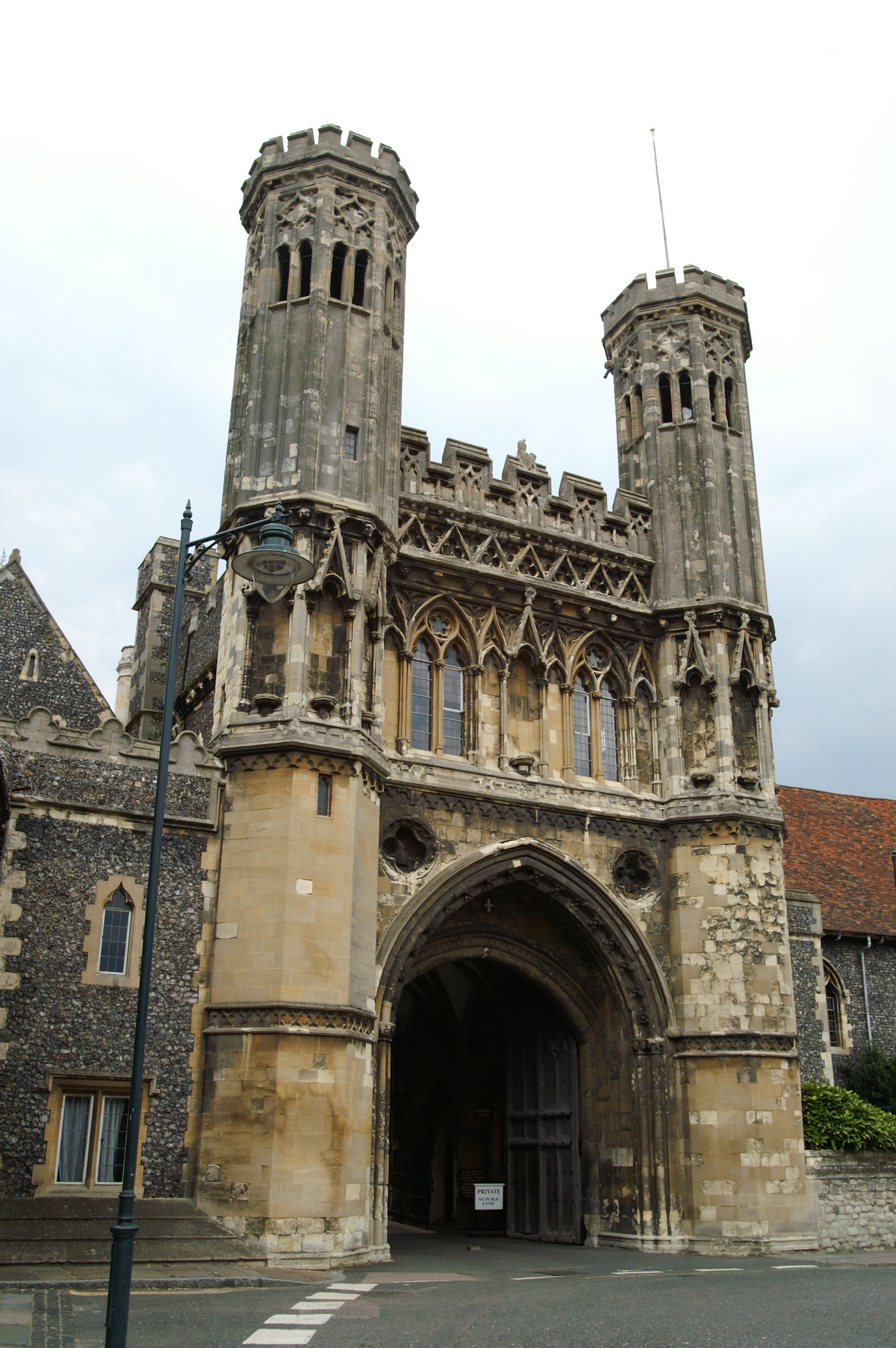
Torhaus von St. Augustine

Michael schuf das Eleanor-Kreuz in Westcheap (heute Cheapside) und war später am Palace of Westminster tätig, an dem er die 1292 begonnene, 1326 vollendete und beim Brand von 1834 zerstörte und nur durch wenige Zeichnungen überlieferte Sankt-Stephans-Kapelle als verantwortlicher Architekt errichtete, die in der Folge mehrfach umgebaut wurde und ab 1548 vom House of Commons genutzt wurde. Diese Kapelle lehnte sich an die Sainte-Chapelle in Paris an. Er schuf weiter das zweistöckige Torhaus der Abtei St. Augustinus in Canterbury. Von Michael soll auch der südöstliche Teil des Kreuzgangs von Westminster Abbey geschaffen worden sein. Auch einige Grabmäler werden ihm zugeschrieben.